# Alley...Return of the Ying Yang Twins
Alley...Return of the Ying Yang Twins è il secondo disco registrato dal duo hip hop Ying Yang Twins, disco registrato nel 2002.

## Tracce
1. Playahatian
2. I'm Tried
3. Alley
4. Say I Yi Yi
5. Sound Off
6. Huff Puff
7. By Myself
8. Drop Like This 2001
9. ATL Eternally  (featuring Lil Jon & the East Side Boyz & Pastor Troy)
10. Hunchin'
11. Tongue Bath
12. Twurkulator
13. Credits
14. Crank It Up
15. Say I Yi Yi (Remix Version) [Bonus Track]